# Seca
Seca ou estiagem é um evento de escassez prolongada no abastecimento de água, seja atmosférica (precipitação abaixo da média), águas superficiais ou subterrâneas. Uma seca pode durar meses ou anos, ou pode ser declarada após apenas quinze dias. Pode ter um impacto substancial no ecossistema e na agricultura da região afetada e causar danos à economia local. As estações secas anuais nos trópicos aumentam significativamente as chances de desenvolvimento de uma seca e incêndios florestais subsequentes. Períodos de calor podem piorar significativamente as condições de seca, acelerando a evaporação do vapor de água.
A seca é uma característica recorrente do clima na maior parte do mundo. No entanto, essas secas regulares tornaram-se mais extremas e mais imprevisíveis devido às mudanças climáticas. De fato, estudos baseados em dendrocronologia, ou datação de anéis de árvores, confirmam que a seca afetada pelas mudanças climáticas remonta a 1900. Pode-se dividir os efeitos das secas e da escassez de água em três grupos: ambientais, econômicos e sociais. Os efeitos ambientais incluem a seca das zonas úmidas, incêndios florestais cada vez maiores, perda de biodiversidade. As consequências econômicas incluem menor produção agrícola, florestal, de caça e pesca, custos mais altos de produção de alimentos, problemas com o abastecimento de água para o setor de energia e interrupção do abastecimento de água para as economias municipais. Os custos sociais e de saúde incluem o efeito negativo na saúde das pessoas diretamente expostas a este fenômeno (ondas de calor excessivas), altos custos dos alimentos, estresse causado por colheitas fracassadas, escassez de água, etc. Secas prolongadas causaram migrações em massa e crises humanitárias.
Muitas espécies de plantas, como as da família Cactaceae (ou cactos), têm adaptações de tolerância à seca, como área foliar reduzida e cutículas cerosas para aumentar sua capacidade de tolerar a seca. Alguns outros sobrevivem a períodos secos como sementes enterradas. A seca semipermanente produz biomas áridos, como desertos e pastagens. A maioria dos ecossistemas áridos tem uma produtividade inerentemente baixa.
A seca mais prolongada já documentada no mundo ocorreu no deserto do Atacama, no Chile (400 anos). Ao longo da história, os humanos geralmente viram as secas como "desastres" devido ao impacto na disponibilidade de alimentos e no resto da sociedade. Os humanos muitas vezes tentaram explicar as secas como um desastre natural, causado por humanos, ou o resultado de forças sobrenaturais.

## Tipos

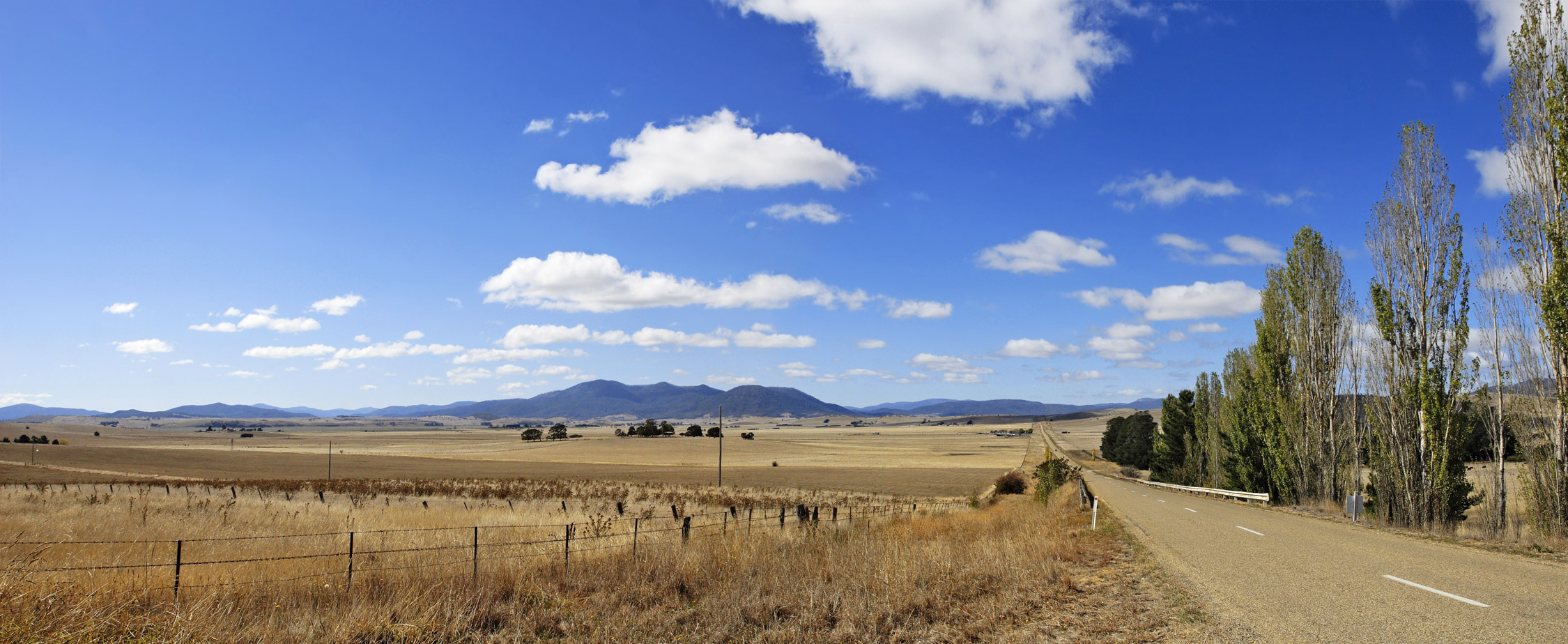
Campos nos arredores de Benambra, Austrália, sofrendo com a seca em 2006

As pessoas tendem a definir as secas de três maneiras principais:
1. A seca meteorológica ocorre quando há um tempo prolongado com precipitação abaixo da média.[10] Ela geralmente precede os outros tipos de seca.[11]
2. As secas agrícolas afetam a produção agrícola ou a ecologia da região. Essa condição também pode surgir independentemente de qualquer mudança nos níveis de precipitação quando o aumento da irrigação ou as condições do solo e a erosão desencadeada por empreendimentos agrícolas mal planejados causam um défice de água disponível para as culturas. No entanto, em uma seca tradicional, é causada por um período prolongado de precipitação abaixo da média.[12]
3. A seca hidrológica ocorre quando as reservas de água disponíveis em fontes como aquíferos, lagos e reservatórios caem abaixo de um limiar localmente significativo. A seca hidrológica tende a aparecer mais lentamente porque envolve água armazenada que é usada, mas não reabastecida. Como uma seca agrícola, isso pode ser desencadeado por mais do que apenas uma perda de chuva. Por exemplo, por volta de 2007, o Cazaquistão recebeu uma grande quantia em dinheiro do Banco Mundial para restaurar a água que havia sido desviada para outras nações do Mar de Aral sob o domínio soviético.[13] Circunstâncias semelhantes também colocam seu maior lago, Balkhash, em risco de secar completamente.[14]

À medida que a seca persiste, as condições ao seu redor pioram gradativamente e seu impacto na população local aumenta gradativamente.

## Causas

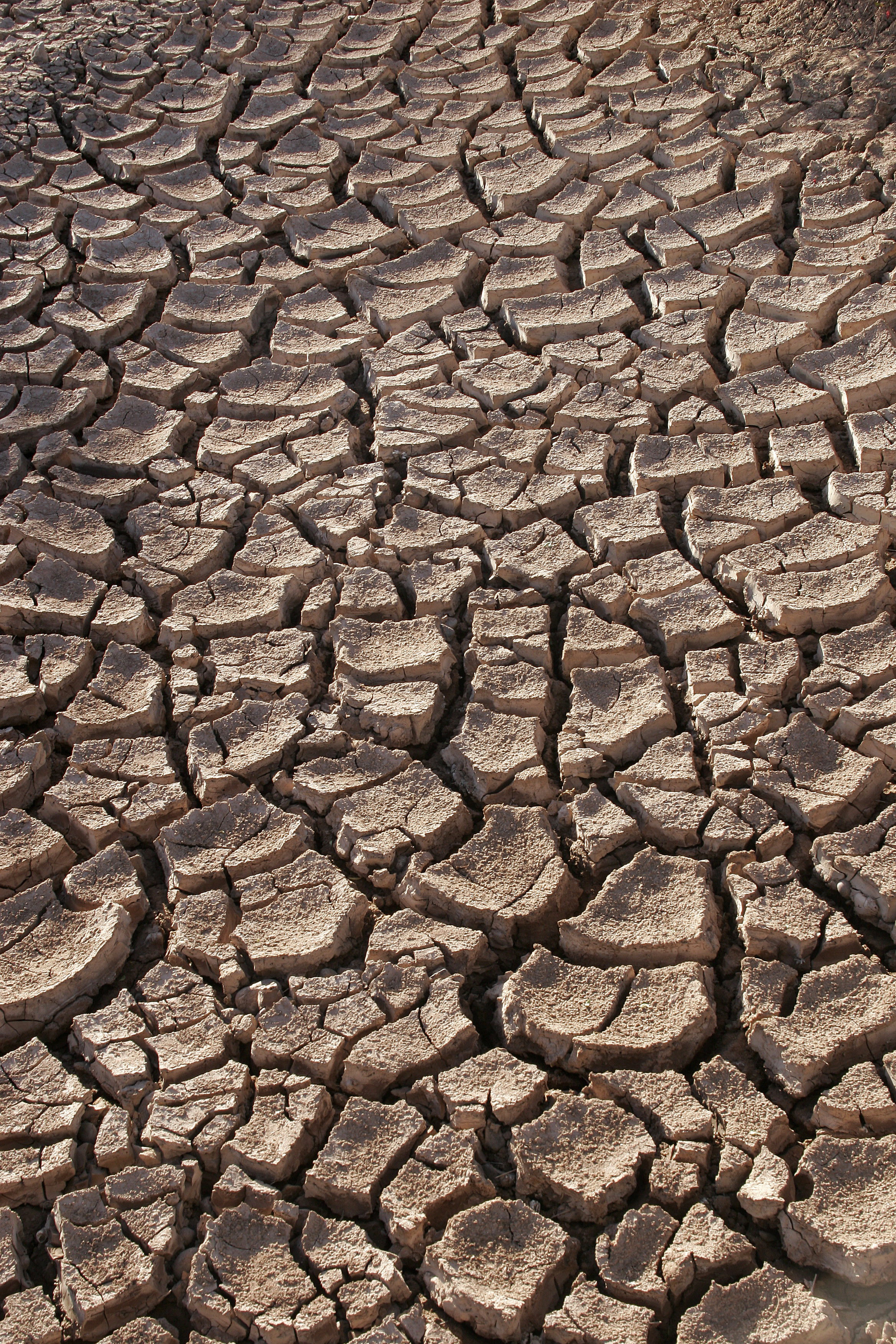
Fendas de contração/dessecação na terra seca do deserto de Sonora, noroeste do México, perto das fronteiras dos estados norte-americanos da Califórnia e do Arizona

### Deficiência de precipitação
Os mecanismos de produção de precipitação incluem chuvas convectivas, estratiformes e orográficas. Os processos convectivos envolvem fortes movimentos verticais que podem causar a virada da atmosfera naquele local dentro de uma hora e causar precipitação pesada, enquanto os processos estratiformes envolvem movimentos ascendentes mais fracos e precipitação menos intensa durante um período mais longo. A precipitação pode ser dividida em três categorias, com base se cai como água líquida, água líquida que congela em contato com a superfície ou gelo. As secas ocorrem principalmente em áreas onde os níveis normais de precipitação são, por si só, baixos. Se esses fatores não suportam volumes de precipitação suficientes para atingir a superfície por um tempo suficiente, o resultado é uma seca. A seca pode ser desencadeada por um alto nível de luz solar refletida e prevalência acima da média de sistemas de alta pressão, ventos que transportam massas de ar continentais, em vez de oceânicas, e cumes de áreas de alta pressão no alto pode impedir ou restringir o desenvolvimento de atividade de tempestade ou chuva em uma determinada região. Uma vez que uma região está dentro da seca, mecanismos de feedback, como ar árido local, condições quentes que podem promover o núcleo quente, e evapotranspiração mínima podem piorar as condições de seca.

#### Estação seca
Dentro dos trópicos, surgem estações distintas, úmidas e secas, devido ao movimento da zona de convergência intertropical ou cavado de monção. A estação seca aumenta muito a ocorrência de seca, e é caracterizada por sua baixa umidade, com poços de água e rios secando. Por causa da falta desses bebedouros, muitos animais de pasto são forçados a migrar devido à falta de água em busca de terras mais férteis. Exemplos de tais animais são zebras, elefantes e gnus. Devido à falta de água nas plantas, os incêndios florestais são comuns.  Como o vapor de água se torna mais energético com o aumento da temperatura, mais vapor de água é necessário para aumentar os valores de umidade relativa para 100% em temperaturas mais altas (ou para fazer a temperatura cair até o ponto de orvalho). Períodos de calor aceleram o ritmo da produção de frutas e vegetais, aumentam a evaporação e transpiração das plantas, e pioram as condições de seca.

#### El Niño-Oscilação do Sul (ENOS)

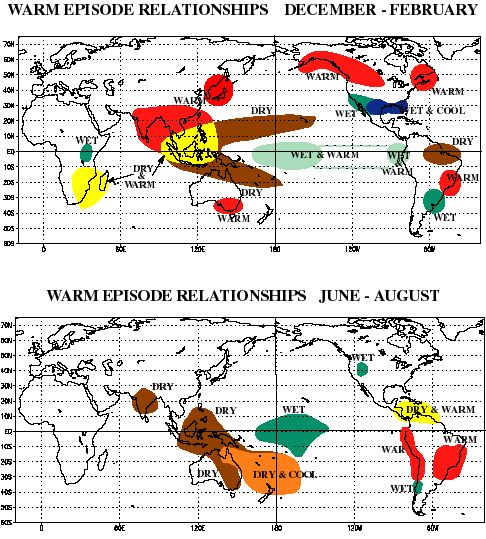
Impactos regionais de episódios quentes de ENOS (El Niño)

O fenômeno El Niño-Oscilação do Sul (ENOS) desempenha um papel significativo na formação da seca. O ENOS compreende dois padrões de anomalias de temperatura no Oceano Pacífico central, conhecidos como La Niña e El Niño. Os eventos de La Niña estão geralmente associados a condições mais secas e quentes e à exacerbação da seca na Califórnia e no sudoeste dos Estados Unidos e, em certa medida, no sudeste dos Estados Unidos. Cientistas meteorológicos observaram que La Niñas se tornaram mais frequentes ao longo do tempo.
Por outro lado, durante os eventos do El Niño, o clima mais seco e mais quente ocorre em partes da bacia do rio Amazonas, Colômbia e América Central. Os invernos durante o El Niño são mais quentes e secos do que as condições médias no Noroeste e Norte do Centro-Oeste dos Estados Unidos, de modo que essas regiões experimentam nevascas reduzidas. As condições também são mais secas do que o normal de dezembro a fevereiro no centro-sul da África, principalmente na Zâmbia, Zimbábue, Moçambique e Botsuana. Efeitos diretos do El Niño, resultando em condições mais secas, ocorrem em partes do Sudeste Asiático e Norte da Austrália, aumentando incêndios florestais, piorando a neblina e diminuindo drasticamente a qualidade do ar. Condições mais secas do que o normal também são geralmente observadas em Queensland, no interior de Vitória, no interior de Nova Gales do Sul e no leste da Tasmânia de junho a agosto. À medida que a água quente se espalha do oeste do Pacífico e do Oceano Índico para o leste do Pacífico, causa extensa seca no oeste do Pacífico. Singapura experimentou o fevereiro mais seco em 2014 desde que os registros começaram em 1869, com apenas 6,3 milímetros de chuva caindo no mês e temperaturas chegando a 35 °C em 26 de fevereiro. Os anos de 1968 e 2005 tiveram os próximos fevereiros mais secos, quando caíram 8,4 milímetros de chuva.

### Erosão e atividades humanas
A atividade humana pode desencadear diretamente fatores agravantes, como agricultura excessiva, irrigação excessiva, desflorestação e erosão, impactando negativamente a capacidade da terra de capturar e reter água. Em climas áridos, a principal fonte de erosão é o vento. A erosão pode ser o resultado do movimento do material pelo vento. O vento pode fazer com que pequenas partículas sejam levantadas e, portanto, movidas para outra região (deflação). Partículas suspensas dentro do vento podem impactar em objetos sólidos causando erosão por abrasão (sucessão ecológica). A erosão eólica geralmente ocorre em áreas com pouca ou nenhuma vegetação, muitas vezes em áreas onde não há chuva suficiente para sustentar a vegetação.
Loesse é um sedimento homogêneo, tipicamente não estratificado, poroso, friável, ligeiramente coerente, muitas vezes calcário, de grão fino, siltoso, amarelo pálido ou amarelo, soprado pelo vento (eólio). Geralmente ocorre como um depósito generalizado que cobre áreas de centenas de quilômetros quadrados e dezenas de metros de espessura e geralmente fica em faces íngremes ou verticais. A loesse tende a se desenvolver em solos altamente ricos. Sob condições climáticas adequadas, as áreas com loesse estão entre as mais produtivas do mundo para a agricultura. Os depósitos de loesse são geologicamente instáveis por natureza e erodem muito facilmente. Portanto, quebra-ventos (como grandes árvores e arbustos) são frequentemente plantados pelos agricultores para reduzir a erosão eólica do loesse. A erosão eólica é muito mais severa em áreas áridas e durante períodos de seca. Por exemplo, nas Grandes Planícies, estima-se que a perda de solo devido à erosão eólica pode ser até 6.100 vezes maior em anos de seca do que em anos úmidos.

Impactos das mudanças climáticas na umidade do solo a 2 °C de aquecimento global. Uma redução de um desvio padrão significa que a umidade média do solo se aproximará do nono ano mais seco entre 1850 e 1900

### Alterações climáticas

O Sexto Relatório de Avaliação do IPCC (2021) projetou aumentos multiplicativos na frequência de eventos extremos em comparação com a era pré-industrial para ondas de calor, secas e eventos de precipitação intensa, para vários cenários de mudanças climáticas.

É previsto que as mudanças climáticas globais provoquem secas com um impacto substancial na agricultura em todo o mundo, e especialmente nas nações em desenvolvimento. Juntamente com a seca em algumas áreas, as inundações e a erosão podem aumentar em outras. Algumas ações propostas de mitigação das mudanças climáticas que se concentram em técnicas mais ativas, gerenciamento de radiação solar através do uso de um guarda-sol espacial individual, também podem trazer consigo maiores chances de seca.
Há um aumento de secas compostas de estação quente na Europa que são concomitantes com um aumento na evapotranspiração potencial.
As alterações climáticas afetam vários fatores associados às secas, como a quantidade de chuva e a rapidez com que a chuva evapora novamente. O aquecimento sobre a terra leva a um aumento na procura evaporativa atmosférica que aumentará a gravidade e a frequência das secas em grande parte do mundo. Devido às limitações sobre a quantidade de dados disponíveis sobre secas no passado, muitas vezes é impossível atribuir com confiança as secas às alterações climáticas induzidas pelo homem. Algumas áreas, no entanto, como o Mediterrâneo e a Califórnia, já apresentam uma clara assinatura humana. Os seus impactos são agravados por causa do aumento da procura de água, crescimento populacional, expansão urbana e esforços de proteção ambiental em muitas áreas.
Em 2019, o Painel Intergovernamental para as Alterações Climáticas publicou um Relatório Especial sobre Alterações Climáticas e Terra. As principais afirmações do relatório incluem: Entre 1960 e 2013 a área de terras firmes em seca aumentou 1% ao ano. Em 2015, cerca de 500 milhões de pessoas viviam em áreas impactadas pela desertificação entre as décadas de 1980 e 2000. As pessoas que vivem em áreas afetadas pela degradação da terra e pela desertificação são "cada vez mais negativamente afetadas pelas alterações climáticas".